# Forst Taubensee
Koordinaten: 47° 38′ 21″ N, 12° 52′ 17,9″ O

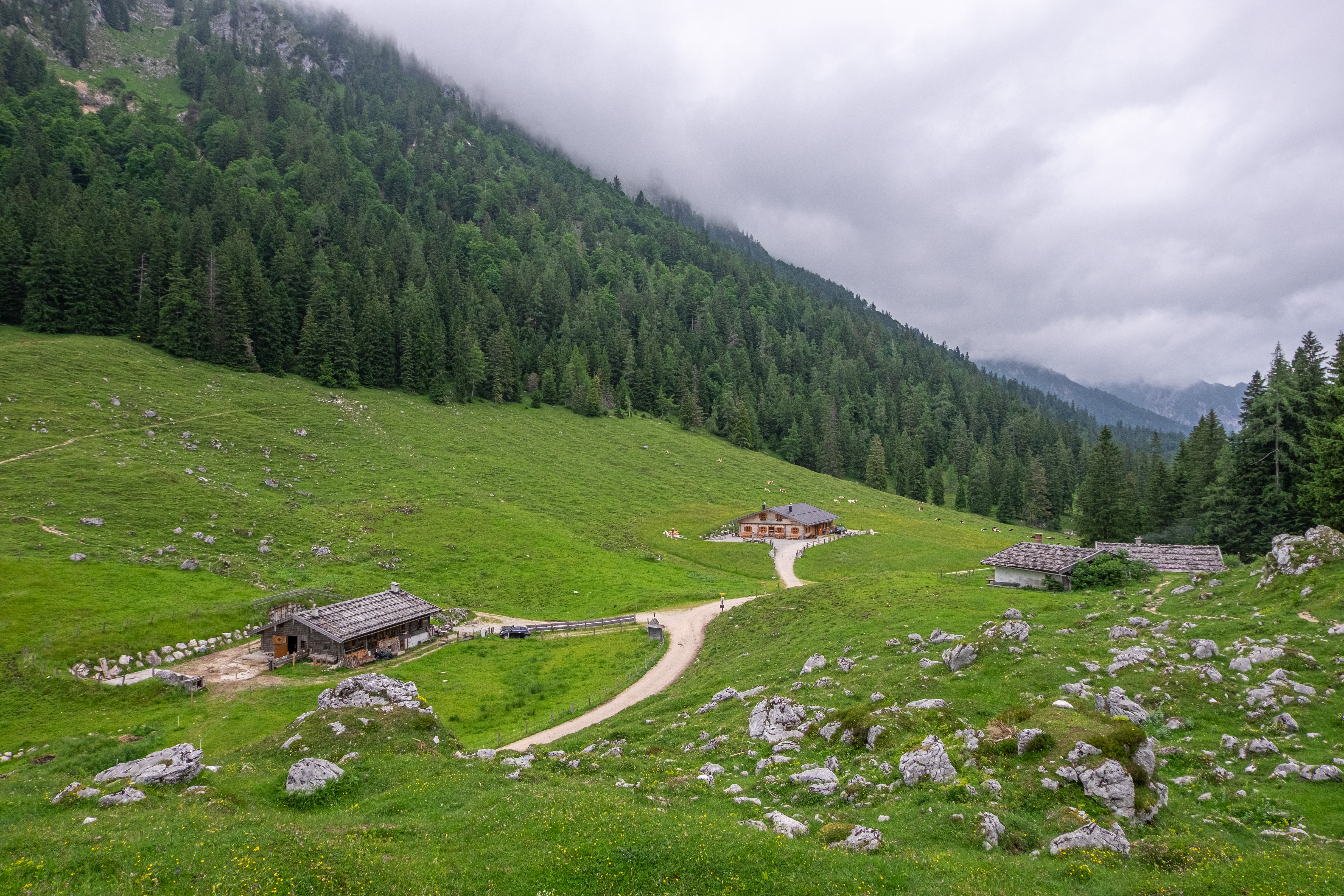
Die Mordaualm im Norden des Forstes Taubensee

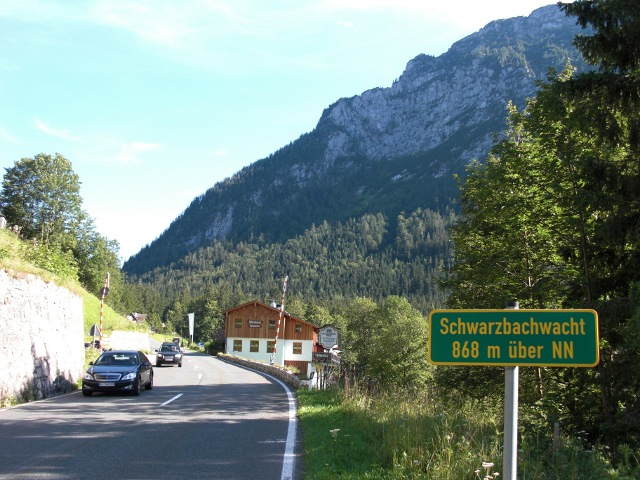
Schwarzbachwacht im Westen des Forstes Taubensee, mit Hinweisschild, Blickrichtung Süden, im Hintergrund das Wirtshaus Wachterl

Der Forst Taubensee ist eine Gemarkung in Ramsau bei Berchtesgaden im oberbayerischen Landkreis Berchtesgadener Land. Sie war bis 1983 gemeindefreies Gebiet.

## Lage
Die Gemarkung liegt vollständig auf dem Gemeindegebiet von Ramsau bei Berchtesgaden und ist etwa 756 Hektar groß.
Sie grenzt im Norden an die Gemarkungen Jettenberger Forst und Forst Sankt Zeno, im Osten an die Gemarkung Bischofswiesener Forst und im Süden und Westen an die Gemarkung Ramsau b.Berchtesgaden.

## Geschichte
Das ehemalige gemeindefreie Gebiet wurde zum Jahresende 1983 aufgelöst und am 1. Januar 1984 in die Gemeinde Ramsau bei Berchtesgaden eingegliedert. Am 1. Januar 1983 hatte es eine Fläche von 754,78 Hektar. Die Fläche zum Gebietsstand 1. Oktober 1966 betrug ebenfalls 754,78  Hektar.